# Robert Ohlsson
Robert Ohlsson eller Rudolf Ohlsson, en svensk friidrottare (långdistanslöpare). Han tävlade för IFK Göteborg och vann SM-guld i maratonlöpning år 1927.